# Rocky Gray
Rocky Gray, właśc. William Gray (ur. 2 lutego 1974) – amerykański muzyk rockowy.
Do maja 2007 był perkusistą grupy Evanescence. W zespołach, do których należał wcześniej, grał na basie i gitarze oraz śpiewał.
Wyprodukował własną kolekcje ubrań o nazwie CrimeWave Clothing.